# 她选择了安乐死
《她选择了安乐死》（日语：彼女は安楽死を選んだ）是一集由日本广播协会制作的有关安乐死题材的电视纪录片，该纪录片于2019年6月2日21:00至21:49在NHK综合频道首播。

## 制作团队
- 协助报道：有马齐、宫下洋一、中山美穗
- 旁白：森田美由纪
- 朗读：鬼头典子（日语：鬼頭典子）
- 摄影：井上秀夫
- 灯光：菅原雅宏
- 录音：绪形慎一郎
- 影像技术：远藤健介
- 影像设计：宫泽司朗
- CG制作：森木昌利
- 编辑：川神侑二
- 音效：小野纱织
- 导演：笠井清史、白泷爱芽
- 执行制作：高仓基也
- 制作公司 / 版权公司：日本广播协会